# Referendum in Islanda del 1933
Il referendum in Islanda del 1933 si svolse il 21 ottobre 1933 per chiedere agli elettori un parere sul proibizionismo degli alcolici.
Agli elettori è stato chiesto se approvassero il divieto di importazione di alcol imposto in seguito alla revoca del referendum del 1908. La proposta fu approvata dal 57,7% degli elettori.

## Risultati
| Scelta                                  | voti   | %    |
| --------------------------------------- | ------ | ---- |
| Sì                                      | 15.866 | 57,7 |
| No                                      | 11.625 | 42.3 |
| Schede bianche/nulle                    | 672    | –    |
| Totale                                  | 28,163 | 100  |
| Elettori registrati/affluenza alle urne | 62,122 | 45.3 |
| Fonte: Nohlen & Stöver                  |        |      |